# Axel Hou
Hans Axel Hou, född den 13 juli 1860 i Köpenhamn, död den 4 april 1948, var en dansk målare och etsare.
Efter att ha blivit farmaceutisk kandidat och under en tid ha livnärt sig som sådan genomgick han konstakademien, studerade sedan i Paris under Raphaël Collin och vände därefter tillbaka till Köpenhamn, där han blev lärare vid tekniska skolan. Porträttet av Konstnärens moder (1900) belönades med årsmedaljen och förvärvades av Kunstmuseet; framhävas kan dessutom porträtten av stiftsprost Ludvig Helweg, statsrådssekreterare Jens Koefoed, arkitekten professor Vilhelm Petersen, målat för utställningskomittén (1902), av bildhuggaren Niels Hansen Jacobsen (1906), av kammarsångaren Peter Cornelius samt en del barnporträtt. Därutöver målade Hou några arkitekturbilder, som Sankt Petri kyrkas torn, Marmorkyrkan och Nikolajs torn, och altartavlor som Jesus tar barnen i famn (Bangsbostrands kyrka, 1903), Kristus och Nikodemus (Sankt Olai kyrka i Hjørring, 1906), och Jesus talar från fiskebåten (Løgstørs kyrka, 1907). Etsningar utförde han tämligen många; han tecknade åtskilligt för konsthantverket, silverarbeten och inte minst bokband.